# Carol Bower
Carol Ann Bower (* 9. Juni 1956 in Riverside, Kalifornien) ist eine ehemalige US-amerikanische Ruderin, die 1984 Olympiasiegerin mit dem Achter wurde.
Die 1,72 m große Carol Bower vom New Haven Rowing Club gewann bei den Weltmeisterschaften 1979 mit dem US-Achter die Bronzemedaille hinter den Achtern aus der Sowjetunion und aus der DDR. Carol Bower, Carol Brown, Jeanne Flanagan und Patricia Spratlen aus dem 1979er Achter saßen zwei Jahre später auch in dem Boot, das bei den Weltmeisterschaften 1981 die Silbermedaille hinter dem sowjetischen Achter erreichte. 1982 wechselte Bower in den Vierer mit Steuerfrau und gewann zusammen mit Kathryn Keeler, Harriet Metcalf, Barbara Kirch und Steuerfrau Valerie McClain-Ward die Silbermedaille hinter dem sowjetischen Vierer. 1983 kehrte Bower in den Achter zurück, der mit Kristen Thorsness, Patricia Spratlen, Shyril O’Steen, Carolyn Graves, Carol Bower, Kristine Norelius, Janet Harville, Harriet Metcalf und Valerie McClain-Ward eine weitere Silbermedaille hinter dem sowjetischen Achter gewann.
Bei den Olympischen Spielen 1984 fehlten die sowjetischen Weltmeisterinnen genauso wie die Weltmeisterschaftsdritten aus der DDR wegen des Olympiaboykotts. Mit Jeanne Flanagan, Kathryn Keeler und Steuerfrau Betsy Beard für Spratlen, Harville und McClain-Ward siegte das US-Boot mit einer Sekunde Vorsprung vor den Rumäninnen.